# Nesotragus batesi
Il neotrago di Bates (Nesotragus batesi) è un'antilope molto piccola che vive nelle foreste e nelle boscaglie umide dell'Africa centrale e occidentale. Appartiene allo stesso genere del suni.
Gli esemplari adulti pesano circa 2–3 kg e sono lunghe 50–57 cm, con una coda tra i 4,5 e i 5 cm. Solamente i maschi hanno le corna, lunghe 3,8–5 cm. Il loro mantello è castano scuro splendente sul dorso e più chiaro verso i fianchi. Le antilopi maschio sono molto più grandi delle femmine.
I neotraghi di Bates si nutrono di foglie, boccioli, germogli, funghi, erba e di altri vari vegetali. Si nutrono anche dei raccolti, cosa che li rende impopolari presso i coltivatori. Nei pressi dei campi coltivati vengono spesso catturati con i lacci. Generalmente posseggono un territorio che si aggira tra i 2 e i 4 ettari. I maschi sono territoriali: marcano il loro territorio con le secrezioni prodotte dalle ghiandole preorbitali. Le femmine sono più amichevoli tra di loro e talvolta vivono in piccoli gruppi. Mentre fuggono emettono un suono simile all'abbaiare di un cane. La maggior parte dei neotraghi si accoppia alla fine della stagione secca e all'inizio di quella umida. Il periodo di gestazione è di 180 giorni, dopo i quali viene messo alla luce un solo piccolo. Il peso dei giovani si aggira tra gli 1,6 e i 2,4 kg.
I neotraghi di Bates non sono in pericolo e la lista della IUCN li valuta come prossimi alla minaccia. Il rischio più importante è dovuto alla perdita dell'habitat: l'espandersi della popolazione umana è stata molto negativa per il futuro delle popolazioni. Non vengono cacciate per la carne, ma i coltivatori talvolta ne uccidono un numero limitato a scopo alimentare.